# Munkfors
Munkfors est une localité de Suède dans la commune de Munkfors, dont elle est le chef-lieu, située dans le comté de Värmland.
Sa population était de 2 919 habitants en 2019.